# Park Kultury i Wypoczynku Mazowsze w Pruszkowie
Park Kultury i Wypoczynku Mazowsze – park miejski położony w północno-wschodniej części Pruszkowa, w dzielnicy Żbików. Zajmuje obszar 9,8 ha, w tym zbiorniki wodne o powierzchni 5 ha. Nazywany jest potocznie Glinkami Hosera.
Teren obecnego Parku Mazowsze był od XIX wieku użytkowany jako wyrobisko gliny zaopatrujące pobliską cegielnię. W drugiej połowie XIX wieku zajmująca się ogrodnictwem rodzina Hoserów zakupiła tereny położone pomiędzy Żbikowem, Konotopą i Duchnicami i założyła tam szkółkę oraz plantację roślin, z produkowanych na miejscu cegieł powstały wszystkie tutejsze zabudowania. Po 1945 część majątku Hoserów została przejęta przez ówczesny rząd, a pewną część gruntów sprzedano. Obszar dzisiejszego parku zakupiło miasto Pruszków z przeznaczeniem na tereny rekreacyjne, projekt opracował architekt Władysław Niemirski. Podczas prowadzonych w latach 60. XX wieku badań geologicznych ustalono, że wydobywana na tym terenie glina swoją wysoką jakość zawdzięcza dużej zawartości żelaza. Pomimo dokonanych wówczas nasadzeń klonów, lip i jesionów teren nie został przystosowany do planowanej funkcji, zaniechano również realizacji projektu Niemirskiego. Do pomysłu powrócono w 2007, prace zostały podzielone na kilka etapów. Wybudowany został drewniany pomost oraz nowe chodniki, ustawiono stylowe latarnie. W kolejnych latach powstała siłownia plenerowa, mały park linowy, plac zabaw, pole biwakowe oraz parking, a znajdujące się w parku dwa zbiorniki połączono przekopem. Poza funkcją rekreacyjną, zbiornik jest też łowiskiem, dzierżawionym przez Polski Związek Wędkarski – każdej jesieni w ramach zarybiania do zbiorników wpuszczane są karasie, karpie i liny, a wiosną szczupaki.
W 2009 Park Mazowsze otrzymał wyróżnienie Marszałka Województwa Mazowieckiego w konkursie na „Najpiękniejszy Park Mazowsza”.